# Слабке думання
Слабке думання (нім. Das schwache Denken; іт. Pensiero debole) — всесвітньо відома течія в сучасній італійській філософії, яка має герменевтичне та феноменологічне коріння і належить до постструктуралізму.
Слабке думання ("il pensiero debole") - так спочатку називалася антологія, опублікована Фелтрінеллі в 1983 році, до якої увійшов внесок Умберто Еко. Два редактори, Джанні Ваттімо та П'єр Альдо Роватті, надали дві різні інтерпретації метафори слабкості у своїх матеріалах. З доволі вільних, а не систематизованих роздумів виникла власна філософська течія як реакція на частково жорстку критику антології, що знайшла своє місце в новітніх історіях філософії.
Джанні Ваттімо, починаючи від Мартіна Гайдеґґера та Ґанса-Ґеорга Ґадамера, стурбований послабленням буття та його міцних структур. Його переосмислення історії метафізики як історії ослаблення буття (слідом за Мартіном Гайдеґґером про забуття буття) отримало широке міжнародне визнання та інтенсивно обговорювалося у 1980-х та 1990-х роках.
П'єр Альдо Роватті має сильніше феноменологічне коріння і не погоджується з послабленням суб'єкта. У своїх роздумах він заглиблюється у слабкі сторони суб'єктивного самопереживання, такі як мінливість і пасивність.